# Корробори

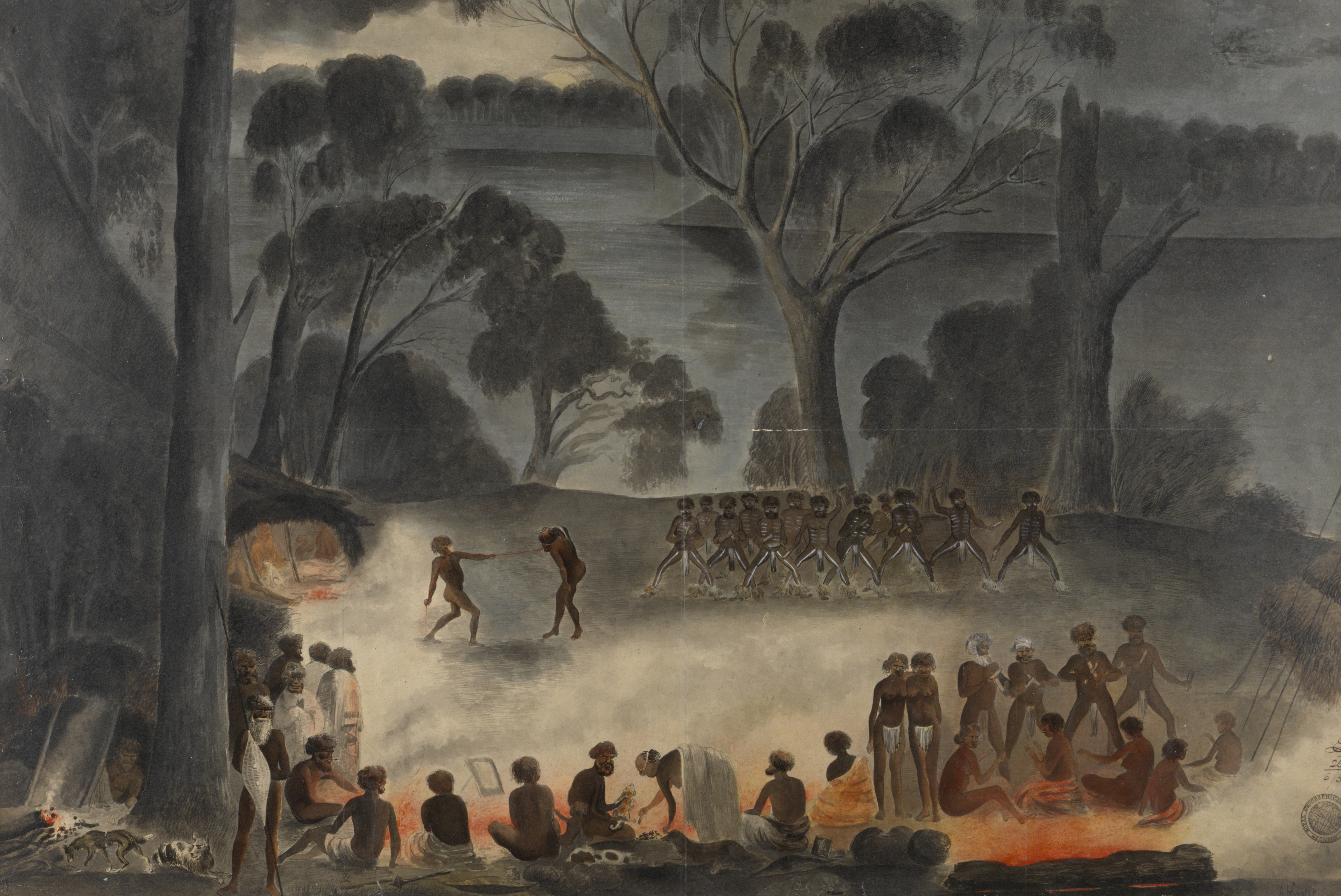
Джерард Креффт. «Корробори на реке Муррей» (1858). Национальная галерея Виктории (Мельбурн)

Корробори (англ. Corroboree) — церемониальный танец австралийских аборигенов, исполняемый традиционно мужчинами, является неотъемлемой частью культуры аборигенов. Слово corroboree было придумано первыми поселенцами, в подражание слову caribberie. Во время корробори аборигены общаются со Временем сновидений посредством танца. Помимо традиционных сюжетов (бытовые сцены, охота, встреча с белыми завоевателями), используются мифологические и легендарные сюжеты из Времени сновидений (сотворение мира, история жизни человека). Движения в танце изящны, ритмичны с четко очерченным рисунком. Исполнители разрисовывают тело углем, охрой, украшают себя перьями. «Их тела были окрашены разными красками, они надели различные украшения, которые не носят каждый день».

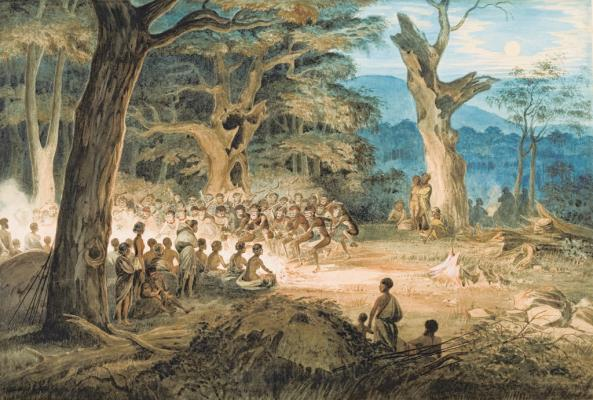
Южно-Австралийский Корробори, WRThomas, 1864, Южно-Австралийский Музей

Австралийские аборигены верят в то, что посредством корробори они общаются с богами, поэтому в похоронных обрядах они просят у него благополучия для усопшего. Многие из обрядов являются священными, и чужаки, не принадлежащие к общине, не имеют права участвовать в корробори или наблюдать за ним. 
Корробори сопровождается индивидуальным либо групповым пением и ритмическими ударами специально изготовленными палками о бумеранг. Музыкальные инструменты, использующиеся при этом — барабан, деревянный гонг, духовой инструмент из бамбука либо из морской раковины. Корробори включает в себя от 10 до 300 песен.
В наши дни на северо-западе Австралии понятие корробори не имеет религиозного подтекста и подразумевает вид театрального искусства, который часто демонстрируют гостям на государственных приемах или просто туристам. Существуют слова для того, чтобы разграничить понятия церемониального и театрального танца, такие как джую и коббакобба. В регионе Западной Австралии Пилбара — это джаларра,  в округе Кимберли — джунба.